# Schefflera crassipes
Schefflera crassipes är en araliaväxtart som beskrevs av Henri Ernest Baillon. Schefflera crassipes ingår i släktet Schefflera och familjen araliaväxter.
Artens utbredningsområde är Nya Kaledonien. Inga underarter finns listade.